# إدواردو غاميز
إدواردو غاميز (بالإسبانية: Eduardo Gámez)‏ (30 مايو 1991 بمدينة مكسيكو في المكسيك - ) هو لاعب كرة قدم مكسيكي في مركز الدفاع. لعب مع Lobos BUAP ‏.

## وصلات خارجية
- إدواردو غاميز على موقع قاعدة بيانات كرة القدم.إي يو (الإنجليزية)
- إدواردو غاميز على موقع Soccerway.com (الإنجليزية)